# Fèdime
Fèdime, Fèdima o Fedímia (en llatí Phædima; en grec antic Φαιδύμη Phaidýmē, Φαιδίμα Phaidíma o Φαιδυμία Phaidymía) fou una dama persa, filla d'Òtanes. Era una de les diverses esposes del rei Cambises II de Pèrsia i després va ser també esposa de Esmerdis de Pèrsia el Mag.
Instigada pel seu pare, una nit, mentre Esmerdis dormia, Fèdime es va adonar que no tenia orelles, i ho va comunicar a Òtanes, cosa que va confirmar les sospites que el pare tenia que Esmerdis era un usurpador i no, com deia, el fill de Cir, segons explica Heròdot.